# الرويضة بالعرض (القويعية)
الرويضة بالعرض، هي مركز من فئة (أ) تقع في محافظة القويعية، والتابعة لمنطقة الرياض في السعودية. وتبعد الرويضة بالعرض عن محافظة القويعية بمسافة تقارب (62) كم.

## السكان
بلغ عدد سكان الرويضة (23الف) نسمة حسب تعداد السعودية 2022.